# 莲山街道
莲山街道，是中华人民共和国辽宁省大連市普兰店区下辖的一个乡镇级行政单位。

## 行政区划
莲山街道下辖以下地区：
水门子社区、邹店社区、于店社区、高瓦房社区、安家社区、高家村、榆树房村、潘店村和大房身村。